# YIPF6
YIPF6 (англ. Yip1 domain family member 6) – білок, який кодується однойменним геном, розташованим у людей на X-хромосомі. Довжина поліпептидного ланцюга білка становить 236 амінокислот, а молекулярна маса — 26 256.
| 10         |  | 20         |  | 30         |  | 40         |  | 50         |
| ---------- |  | ---------- |  | ---------- |  | ---------- |  | ---------- |
| MAEAEESPGD |  | PGTASPRPLF |  | AGLSDISISQ |  | DIPVEGEITI |  | PMRSRIREFD |
| SSTLNESVRN |  | TIMRDLKAVG |  | KKFMHVLYPR |  | KSNTLLRDWD |  | LWGPLILCVT |
| LALMLQRDSA |  | DSEKDGGPQF |  | AEVFVIVWFG |  | AVTITLNSKL |  | LGGNISFFQS |
| LCVLGYCILP |  | LTVAMLICRL |  | VLLADPGPVN |  | FMVRLFVVIV |  | MFAWSIVAST |
| AFLADSQPPN |  | RRALAVYPVF |  | LFYFVISWMI |  | LTFTPQ     |  |            |

A: Аланін

C: Цистеїн

D: Аспарагінова кислота

E: Глутамінова кислота

F: Фенілаланін

G: Гліцин

H: Гістидин

I: Ізолейцин

K: Лізин

L: Лейцин

M: Метіонін

N: Аспарагін

P: Пролін

Q: Глутамін

R: Аргінін

S: Серин

T: Треонін

V: Валін

W: Триптофан

Кодований геном білок за функцією належить до фосфопротеїнів. 
Задіяний у таких біологічних процесах, як ацетилювання, альтернативний сплайсинг. 
Локалізований у мембрані.